# ミンスク政府庁舎
政府庁舎（ミンスクせいふちょうしゃ、ベラルーシ語：Дом урада、ローマ字：  Dom urada、ロシア語：Дом правительства、ローマ字：  Dom pravitel'stva）は、ベラルーシの首都ミンスクの独立広場 (ミンスク)にある政府庁舎。

## 歴史
1934年に完成した。

## 入居機関
- 国民議会 (ベラルーシ)
  - 共和国院（上院）
  - 代表者院（下院）
- ロマン・ゴロフチェンコ(ベラルーシの首相)の執務室